# Menemen-Ereignis

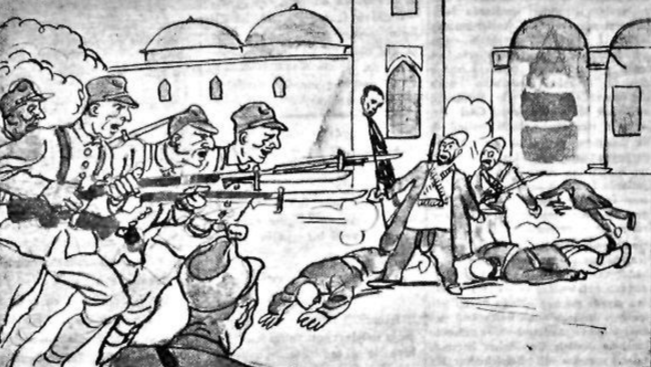
Eine Zeichnung aus der Zeitung Vakit 1930. Rechts die Aufständischen mit dem aufgespießten Kopf

Das Menemen-Ereignis (türkisch Kubilay Olayı) bezeichnet einen blutigen Vorfall im Ort Menemen bei Izmir in der Ägäisregion, der am 23. Dezember 1930 von religiös-islamischen Fanatikern ausgelöst wurde. Des Ereignisses wird jedes Jahr von Staat und Militär gedacht.

## Rebellion
Am 23. Dezember 1930 rief der Derwisch Mehmed, der sich zuvor zum Mahdi erklärte, zu Unruhen gegen die noch junge Regierung auf, indem er eine Menschenmenge um sich sammelte und zur Restauration des Kalifats aufrief. Soldaten der örtlichen Garnison wurden zur Befriedung der Revolte ausgesandt. Einer der Soldaten eröffnete das Feuer auf die Menge und ein Kampf brach aus. Man köpfte dann den Leutnant der Reserve Mustafa Fehmi Kubilay und setzte den abgetrennten Kopf auf eine Stange mit einer grünen Flagge, bevor man mit ihm durch die Stadt paradierte.

## Reaktion
Die neue republikanische Regierung rief für die Dauer eines Monats den Ausnahmezustand in der Region aus, ließ zahlreiche Personen verhaften und stellte sie vor das Kriegsgericht. Es wurden 37 Todesurteile verhängt.